# Rhescuporis III du Bosphore
Pour les articles homonymes, voir Rhescuporis.
Rhescuporis III (grec moderne : Ῥησκούπορις Γ') est un roi du Bosphore ayant régné de 234 à 235.

## Origine
L'origine de Rhescuporis III est inconnue ; il est présenté comme le fils et successeur de Sauromatès III.

## Règne
Le règne de ce roi n'est connu que par les statères en argent émises à son nom en 530/531 de l'ère du Pont.
Rhescuporis III est représenté à l'avers le buste diadémé et revêtu d'un chiton retenu à l'épaule par une agrafe ronde, tourné vers la droite. Au revers figure la tête laurée d'Alexandre Sévère à droite au-dessus de la date de 530 de l'ère du Pont. Seule la qualité de ces frappes, très supérieure à celle des autres pièces au nom de Rhescuporis émises postérieurement au règne d'Ininthimeos après 239, permet d'identifier en lui un roi spécifique. Bernard Karl von Koehne émettait déjà l'hypothèse que ce monarque pouvait être identique à Rhescuporis IV.